# Peter Criss (álbum)
Peter Criss es el primer álbum de estudio de Peter Criss, batería y vocalista de la banda de hard rock estadounidense Kiss. Salió a la venta el 18 de septiembre de 1978 a través de Casablanca Records, al igual que los debuts en solitario de sus tres compañeros en el grupo: Ace Frehley, Gene Simmons y Paul Stanley. Antes de comenzar la grabación, el músico sufrió un accidente automovilístico que le impidió tocar la batería en algunas de las canciones, además tuvo problemas para encontrar un productor hasta la llegada de Vini Poncia. Peter Criss, a diferencia de los otros tres trabajos, se distanció del sonido de Kiss debido al interés del batería por explorar sus raíces musicales como el R&B y el soul, cuyo alejamiento del hard rock provocó que fuera el menos vendido de los cuatro. A pesar de la consecución de un disco de platino de la RIAA, fue el único que no alcanzó el top 40 del Billboard 200 y solo llegó al puesto 43. Respecto a su recepción crítica, recibió principalmente reseñas negativas y con el paso del tiempo, varias pubicaciones lo han situado como uno de los peores de la discografía de Kiss.

## Trasfondo

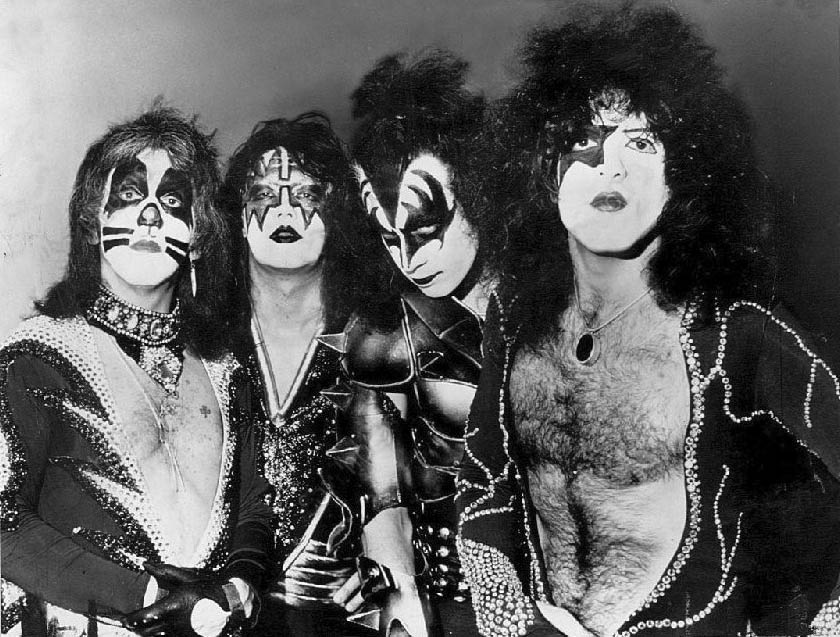
Los cuatro miembros de Kiss —Criss, Frehley, Simmons y Stanley— publicaron sus debuts en solitario el mismo día.

Hacia 1978, Kiss era todo un fenómeno cultural y venía de pasar casi todo el año 1977 de gira. Era una de las bandas que más recaudaba, había llenado el estadio Budokan (Tokio) cinco noches seguidas, superando el récord de The Beatles. Ganó un premio People's Choice y una encuesta de Gallup la había situado como la agrupación más popular de los Estados Unidos. Adicionalmente había tenido cuatro álbumes dentro del Billboard 200 en la misma semana. Además, el grupo vendía objetos de merchandising como muñecos, juguetes, camisetas o cómics, que junto con las ventas de sus discos, llevaron a que sus ingresos brutos de 1977 superaran los diez millones de dólares. Tras el éxito alcanzado, el mánager Bill Aucoin decidió llevar al conjunto al siguiente nivel y potenciar su imagen de superhéroes con la película Kiss Meets the Phantom of the Park y el lanzamiento de cuatro trabajos en solitario de sus miembros, algo que no se había realizado con anterioridad. Aunque los cuatro componentes —Ace Frehley (guitarra), Peter Criss (batería), Gene Simmons (bajo) y Paul Stanley (guitarra)—, coincidieron en que la idea de los álbumes en solitario había sido de Aucoin, los dos últimos destacaron en sus autobiografías que el mánager tomó la decisión para complacer a Frehley que quería abandonar la banda, Sin embargo, Simmons ya había hablado sobre grabar un disco por su cuenta en una entrevista en julio de 1977.

## Grabación

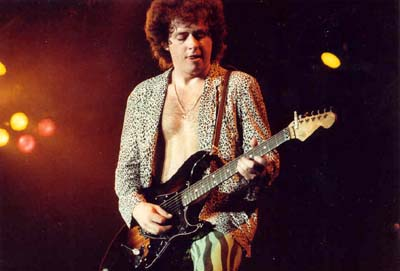
Steve Lukather participó como guitarrista en la grabación de algunas canciones.

Criss, al igual que Stanley y Simmons, optó por quedarse en Los Ángeles para trabajar en su álbum y alquiló una mansión en Holmby Hills. Tras terminar de rodar sus escenas en Kiss Meets the Phantom of the Park, en mayo de 1978, el batería sufrió un accidente con un Porsche que le llevó a tener que pasar un tiempo hospitalizado. La búsqueda de un productor fue uno de los principales problemas y la primera opción, Giorgio Moroder, que ya había trabajado con otros artistas de Casablanca Records, rechazó la propuesta porque no le interesó el material que le habían enviado; Tom Dowd, que había producido a Rod Stewart, también declinó porque estaba en México y Sean Delaney, que había colaborado con Kiss desde sus inicios, se rehusó porque ya se había comprometido con Simmons para producir su disco. Delaney, sin embargo, pidió permiso al bajista para que le dejara ayudar a su compañero en la grabación de una maqueta que llamara la atención de algún productor y se reunió con Criss en los estudios Electric Lady de Nueva York. Durante la sesión con Delaney, este llevó consigo a algunos de los músicos que participaron en el álbum de Simmons como Allan Schwartzberg (batería), Neil Jason (bajo) y Elliot Randall (guitarra); junto con Criss grabaron algunas canciones. Antes de realizar la mezcla, Delaney y el batería tuvieron una fuerte discusión y finalmente el encargado para realizar las labores de producción fue Vini Poncia, colaborador de Ringo Starr y que acababa de ganar un premio Grammy a la mejor canción de R&B. Las sesiones con Poncia tuvieron lugar en Los Ángeles, con nuevos músicos de sesión como Steve Lukather, guitarrista de Toto, cuyo enfoque fue, en palabras del productor, «Peter, el cantante». La principal diferencia con la grabación en Nueva York, fue que en esa ocasión Criss tocó la batería pese a no estar completamente recuperado y años más tarde recordó que «tuve que tocar con vendas en los dedos. Fue realmente doloroso, pero tenía en mente hacer el mejor disco de los cuatro. Me dolía tanto el cuello que tuve que usar un collarín. Y cuando cantaba una canción, sentía que me acababan de apuñalar las costillas». A pesar de la llegada de Poncia, varias de las pistas grabadas con Delaney serían incluidas en el álbum, ya que en sus palabras «las usaron porque no pudieron mejorarlas».

## Composición

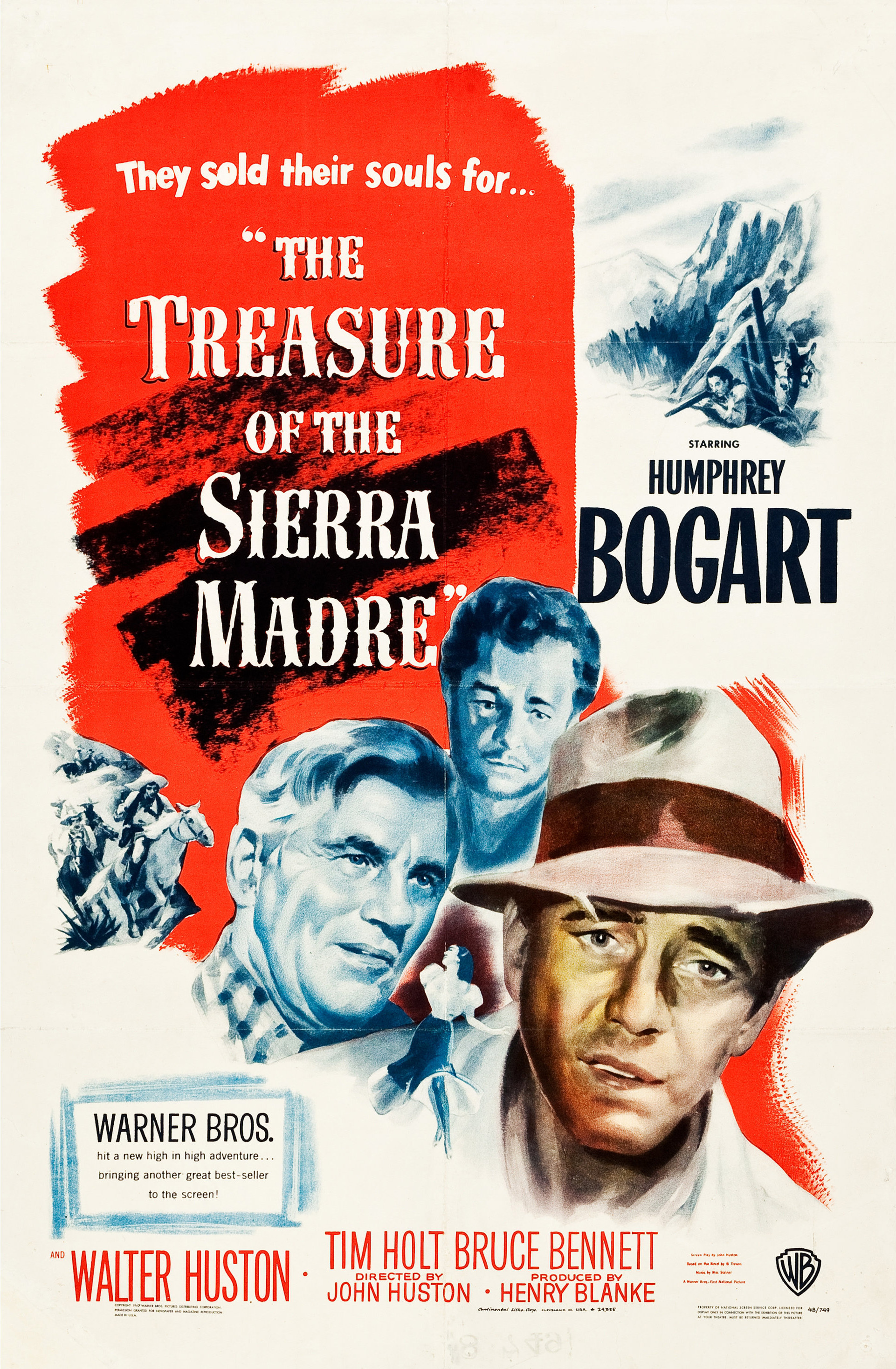
Peter Criss adaptó el título de la canción «That's the Kind of Sugar Papa Likes» de una línea de la película El tesoro de Sierra Madre (1948).

Hacia 1978, Peter Criss era el único componente de Kiss que superaba los 30 años de edad, de hecho era entre 4 y 7 años mayor que sus compañeros, lo que provocó que creciera expuesto a música y a artistas distintos. Mientras que sus tres colegas tenían a The Beatles como catalizador de su interés musical, el del batería había comenzado una década antes: «Me encantaba el R&B, crecí con él. Siempre escuchaba a James Brown, Wilson Pickett, Otis Redding. Todo lo bueno». Criss, de hecho aprovechó esta oportunidad para explorar sus raíces y mostrar otra cara alejada a la de la banda. Las canciones del álbum también resultarían ser autobiográficas y reflejarían su descontento con su posición en el grupo, el deterioro de su primer matrimonio, el comienzo de su relación con la playmate Debra Jensen y vivir sin restricciones en Los Ángeles.
La mayoría de los temas habían sido originalmente compuestos por Criss y su amigo Stan Penridge a comienzos de la década de 1970, durante la estancia de ambos en el grupo Lips. El resto serían una versión de «Tossin' & Turnin'» de Bobby Lewis, dos pistas escritas por Sean Delaney y una creada por Vini Poncia junto con John Vastano y Michael Morgan.
El álbum comienza con «I'm Gonna Love You», compuesta inicialmente por Penridge y Criss como una canción folk, pero que al incorporarle instrumentos de viento metal añadiría texturas de soul y R&B. «You Matter to Me», con autoría de Poncia, Vastano y Morgan, es un tema de pop ligero con matices de música disco que de acuerdo con el primero, «aunque Peter no era tan buen cantante como Rod Stewart o Joe Cocker, tenía la resonancia emotiva para cantarlo». «Tossin' and Turnin'» era una versión de Bobby Lewis que había llegado al número uno del Billboard Hot 100 en 1961 y que Criss seleccionó «porque siempre había tenido insomnio y la relacionaba a ese estado». En esta pista, que incorporó un coro femenino y un solo de saxofón, Poncia decidió bajar el tempo con respecto a la interpretación de Lewis. «Don't You Let Me Down», de Criss y Penridge, guardaba similitudes con «Stand by Me» de Ben E. King y explora la relación del primero con Debra Jensen: «Era absolutamente maravillosa, pero siempre tuve esa inseguridad hacia ella que quise plasmar en esta canción». «That's the Kind of Sugar Papa Likes», una de las piezas de la etapa de Lips, está impulsada por una temática sexual, además el batería sacó su título de una frase de Humphrey Bogart en la película El tesoro de Sierra Madre (1948).
La cara B empieza con «Easy Thing», una balada en la que Criss trata de capturar el esplendor de la canción de Kiss «Beth» y en cuya letra reflexiona sobre sus propios problemas sentimentales en ese momento. «Rock Me, Baby» fue una de las creaciones de Delaney, en la cual el batería implora a una mujer que le corresponda y le pregunta a quién ama desde la marcha de su hombre. «Kiss the Girl Goodbye», compuesta por Penridge y Criss, es una balada acústica en la que el segundo utiliza falsete y dedicó «como una agridulce carta de amor» a su primera esposa, Lydia. «Hooked on Rock 'n' Roll», otro de los temas de Lips al que Poncia convirtió en un híbrido de rock and roll y R&B, trata en su letra sobre la respuesta de un hijo a una madre que le insta en que no hay futuro en la música rock. El álbum termina con otra balada, «I Can't Stop the Rain», esta vez escrita por Delaney y en la que Criss lamenta el hecho de que la única chica a la que ha amado se ha escapado de sus brazos.

## Recepción

### Comercial
Peter Criss, al igual que Ace Frehley, Gene Simmons y Paul Stanley, salió a la venta el 18 de septiembre de 1978 a través de Casablanca Records. La discográfica, confiada de que serían un éxito comercial, envió a las tiendas estadounidenses cinco millones de copias, lo que garantizaba que los cuatro obtuvieran la certificación de platino de la RIAA sin la necesidad de vender ni una sola de ellas. Casablanca también invirtió unos dos millones y medio de dólares para una campaña de promoción masiva que incluía anuncios en televisión, radio, periódicos y revistas, así como dosieres de prensa para los periodistas. Finalmente ninguno de los cuatro trabajos tuvo un gran impacto en las listas debido a la dificultad económica que suponía a los aficionados comprar cuatro vinilos. Cada uno de ellos vendió entre 600 000 y 700 000 USD, un fracaso para el sello que esperaba alcanzar los ocho millones y que provocó que las tiendas devolvieran millones de copias. Peter Criss fue precisamente el que peores ventas consiguió, debido a su distanciamiento al sonido de Kiss y sería el único que no llegó al top 40 del Billboard 200, ya que únicamente ascendió hasta el puesto 43. El álbum fue además el único del que la discográfica extrajo dos sencillos, «Don't You Let Me Down» y «You Matter To Me», aunque ninguno llegó a entrar en las listas de éxitos.

### Crítica
Tras su lanzamiento, Peter Criss no despertó el entusiasmo de los críticos y la gran mayoría lo situaron como inferior a los otros tres álbumes. Geoff Barton de Sounds declaró que «termina sonando demasiado diverso y ambicioso para ser bueno, lo que demuestra que realmente uno debe limitarse a hacer lo que mejor sabe hacer. La producción es tan moderada y tan poco memorable que la palabra más favorable que puedo encontrar para calificar el disco es “agradable”». Billy Altman de The Village Voice lo calificó como «una mezcla casi totalmente transparente e inocua de R&B, canciones rock de medio-tempo y baladas. Sin embargo, incluye una pista exquisita; “Don't You Let Me Down”, que suena a The Drifters con un toque melancólico». Joel McNally del Summit Press remarcó que «tiene un tema, “I Can't Stop the Rain”, que podría estar en un álbum de Kiss, uno sobre arrancarle el corazón a alguien y una versión escuchimizada del clásico “Tossin' and Turnin'”».
Con el paso del tiempo, el disco recibiría principalmente reseñas negativas y varias lo emplazarían como uno de los peores de la discografía de Kiss. Stephen Thomas Erlewine de Allmusic lo calificó como «uno de los más mediocres, careciendo de ganchos y de personalidad. Incluso los aficionados del grupo tendrán dificultades para digerir esta grabación». Jason Josephes de Pitchfork Media relató que «ya que cada miembro de la banda tenía que publicar un trabajo en solitario, resultó que Peter Criss tuvo que cagar uno. La canción “You Matter to Me” es una pieza de música disco subliminal con una composición de mierda y es una de las muchas que Criss no escribió». Paul Elliot de Classic Rock lo seleccionó como la peor obra de Kiss y declaró que «no es el peor álbum en solitario jamás hecho por un batería, ese sería el risible Two Sides of The Moon de Keith Moon. Pero este fue sin duda el peor de los álbumes en solitario de Kiss» y consideró que para espanto de sus aficionados «esta sería el tipo de música que a sus padres les gustaría». El sitio web Ultimate Classic Rock también lo situó como el inferior de su discografía y destacó que el batería «simplemente no tiene el talento para componer o el carisma para completar un disco». Rustyn Rose de Examiner también coincidió y lo puso de último y destacó que «no tiene cabida en el catálogo de Kiss. No solo no tiene ninguna conexión con la música de la banda, simplemente no es un muy buen álbum».

## Lista de canciones
| Cara A |                                       |                                           |          |  |
| N.º    | Título                                | Escritor(es)                              | Duración |  |
| 1.     | «I'm Gonna Love You»                  | Peter Criss, Stan Penridge                | 3:18     |  |
| 2.     | «You Matter to Me»                    | Vini Poncia, John Vastano, Michael Morgan | 3:15     |  |
| 3.     | «Tossin' and Turnin'»                 | Ritchie Adams, Malou Rene                 | 3:58     |  |
| 4.     | «Don't You Let Me Down»               | Criss, Penridge                           | 3:38     |  |
| 5.     | «That's the Kind of Sugar Papa Likes» | Criss, Penridge                           | 2:59     |  |

| Cara B |                           |                         |          |  |
| N.º    | Título                    | Escritor(es)            | Duración |  |
| 6.     | «Easy Thing»              | Criss, Penridge         | 3:53     |  |
| 7.     | «Rock Me, Baby»           | Sean Delaney            | 2:50     |  |
| 8.     | «Kiss the Girl Goodbye»   | Criss, Penridge         | 2:46     |  |
| 9.     | «Hooked on Rock 'n' Roll» | Criss, Penridge, Poncia | 3:37     |  |
| 10.    | «I Can't Stop the Rain»   | Delaney                 | 4:25     |  |
| 34:39  |                           |                         |          |  |

Fuente: Allmusic.

## Créditos
- Peter Criss - voz, percusión (pista 8), batería (pistas 1-5, 9)

| Músicos de sesión - Bill Bodine - bajo (pistas 1-5, 9) - Bill Cuomo - teclado (pistas 1-5, 9) - Art Munson - guitarra (pistas 1-5, 9) - Stan Penridge - guitarra (pistas 1-5, 8-9), coros - Michael Carnahan - saxofón (pistas 3 y 9) - Lenny Castro - percusión (pistas 3 y 4) - Steve Lukather - guitarra solista (pistas 5 y 9) - Brendan Harkin - guitarra (pista 6) | - Allan Schwartzberg - batería (pistas 6-7 y 10) - Neil Jason - bajo (pistas 6-7 y 10) - Elliot Randall - guitarra (pistas 6 y 10) - Richard Gerstein - teclado (pistas 6-7 y 10) - Tom Saviano - instrumentos de viento metal - Davey Faragher, Tommy Faragher, Danny Faragher, Jimmy Faragher, Maxine Dixon, Maxine Willard, Julia Tillman, Vini Poncia, Annie Sutton, Gordon Grody - coros |

Producción
- Vini Poncia - producción
- Peter Criss - producción (pistas 6-8)
- Sean Delaney - producción (pistas 6-7)
- Bob Schaper, Stewart Whitmore, Jim Barth, Mark Linett - ingeniería
- Mike Stone - ingeniería (pistas 6-7, 10)
- Dave Wittman - ingeniería (pista 8)
- Mike Reese - masterización
- Eraldo Carugati - portada

Fuente: Discogs.

## Posiciones en la listas
| País           | Lista                    | Mejor posición | Ref.   |
| -------------- | ------------------------ | -------------- | ------ |
| Australia      | Kent Report Albums Chart | 59             | [ 46 ] |
| Canadá         | Canadian Albums Chart    | 52             | [ 47 ] |
| Estados Unidos | Billboard 200            | 43             | [ 33 ] |

## Certificaciones
| País           | Certificación | Ventas | Ref.   |
| -------------- | ------------- | ------ | ------ |
| Canadá         | Oro           | 50 000 | [ 48 ] |
| Estados Unidos | Platino       | 1 000  | [ 49 ] |